# (5461) Autumn
(5461) Autumn  es un asteroide perteneciente al cinturón de asteroides, descubierto el 18 de abril de 1983 por Norman G. Thomas desde el Observatorio Lowell, en Flagstaff, Arizona, Estados Unidos.

## Designación y nombre
Autumn se designó inicialmente como 1983 HB1.
Más adelante fue nombrado en honor a Autumn Dongxia Thomas (n. 2002) nieta del descubridor, nacida en Wahun, China.

## Características orbitales
Autumn orbita a una distancia media del Sol de 3,1554 ua, pudiendo acercarse hasta 2,7061 ua y alejarse hasta 3,6046 ua. Tiene una excentricidad de 0,1423 y una inclinación orbital de 12,8417° grados. Emplea en completar una órbita alrededor del Sol 2047 días.

## Características físicas
Su magnitud absoluta es 11,8. Tiene 21,565 km de diámetro. Su albedo se estima en 0,051.